# Сила любви (телесериал)
Сила любви (исп. La fuerza del amor) — мексиканская 150-серийная мелодрама 1990 года производства Televisa.

## Сюжет
Фелипе, Маркос и Карлос — тру студента мединститута, которые прибыли в Пачуку на стажировку. Когда они приступили к стажировке, то все три студента были сразу же уволены из-за метода целителя Дона Торино, который манипулировал тремя людьми по своему усмотрению, да ещё он был очень злым колдуном, который предсказывал страшные предсказания. Несмотря на отказ в поселении в Пачуке, все трое студентов мединститута поселились в деревне. Чтобы пробиться в высшее общество, один из студентов Карлос притворился инвалидом, чтобы Дон Торино его излечил, но выяснив обман, Дон Торино предсказал троим студентам-медикам скорейшего отчисления из института. Другой студент-медик Фелипе влюбился в красивую девушку Фабиолу.

## Создатели телесериала

### В ролях
- Альфредо Адаме - Фелипе
- Габриэла Ассель - Фабиола
- Эрнесто Гомес Крус - Дон Торино
- Эдуардо Паломо - Хильберто
- Карен Сентиэс - Мария Инес Марко
- Ари Тельч - Маркос
- Одисео Бичир - Карлос
- Хуан Игнасио Аранда - Родольфо
- Долорес Беристайн - Эвелин
- Оскар Бонфильо - Эктор
- Хосефина Эчанове - Ана Берта
- Катия дель Рио - Шейла
- Росио Собрадо - Лус Мария
- Сесилия Тихерина - Хайде
- Артуро Гарсия Тенорио - Рамон
- Марипас Гарсия - Мартитса
- Гильермо Хиль - Дон Грегорио
- Мигель Гомес Чеса - Висенте
- Аарон Эрнан - Ромуло
- Хайме Лосано - Дионисио
- Хорхе Руссек - Густаво
- Луиса Уэртас - Мерседес
- Эдит Клейман - Дельфина
- Сальвадор Санчес - Падре Виктория
- Рафаэль Монтальво - Томас
- Оскар Морелли - Дамиан
- Марта Наварро - Гертрудис
- Эванхелина Мартинес - Хуана
- Тоньо Инфанте
- Оскар Кастаньеда
- Уриэль Чавес
- Карина Дюпре
- Бренда Оливер
- Эвелин Соларес
- Мерседес Паскуаль - Долорес
- Родриго Пуэбла - Тачо
- Бруно Рэй - Сабас
- Рубен Рохо - Марк
- Лиссета Ромо - Анхела
- Тереса Рабаго - Хосефина
- Альфредо Севилья - Дон Элиодоро
- Лилия Сихтос - Роса
- Сильвия Суарес - Луиса
- Эванхелина Соса - Ченча
- Бланка Санчес - Ирене
- Хорхе Урсуйя - Сильвестре
- Бланка Торрес - Эрлинда
- Мигель Суарес - Ансельмо
- Мишель Тессан - Майнес
- Энрике Идальго - доктор Ортега

### Административная группа
- оригинальный текст: Рафаэль Оливера
- композитор: Леонардо Веласкес
- режиссёр-постановщик: Хосе Акоста Нава
- сценография: Мирса Пас
- продюсер: Гонсало Мартинес Ортега

## Награды и премии

### TVyNovelas(0 из 2)
| Номинация           | Персона            | Итоги премии |
| ------------------- | ------------------ | ------------ |
| Лучшая мужская роль | Альфредо Адаме     | Номинация    |
| Лучший злодей       | Эрнесто Гомес Крус | Номинация    |